# قلعة العانكة
قلعة العانكة هي قلعة مستطيلية الشكل ذات طابقين، وبرج يحيطه سور ثُماني الأضلاع به فتحات للرماية بالأقواس والبنادق. تقع القلعة في قرية العانكة، بإمارة أبوظبي، دولة الإمارات. شهدت كثيراً من الحروب منها ما حدث بين قبائل دولة الإمارات ما قبل الاتحاد وكان من ضمن هذه المعارك - معـركة شميريخات وتسمى في الكتب والوثائق بمعـركة العانكة.

## المـوقـع
تقع غرب مدينة العين في العانكة على طريق الشاحنات بين العين وأبوظبي وتبعد عن العين حوالي 55 كم وقريبة من منطقة رمآح.

## التسمية
العانكة اسم عربي أصيل، له عدة دلالات لغوية، فهو مشتق من اسم الرمل الأحمر المحيط بالقلعة، فهي إذاً قلعةُ الرمل الأحمر، كما تعني أيضا أنها تُسقِط مَن أرادَ النَّيْلَ منها، وأنها تعوق مسيرةَ مَن يحاول الوصولَ إليها وإن وصل إليها فلن يستطيع الفكاك منها وهو ما حدث فِعْلا حين وقعت موقعة العانكة التي انتصر فيها أهالي أبوظبي على أعدائهم 

## تاريخ البناء
يعود تاريخ بنائها إلى النصف الثاني من القرن التاسع عشر الميلادي. وقد أمر ببنائها الشيخ سعيد بن طحنون الذي حكم إمارة أبوظبي في الفترة من 1845م وحتى 1855م، وربما يكون الشيخ سعيد قام ببنائها لحماية منطقة العين (أبوظبي) وحماية أراضي آل نهيان من مد القوات السعودية خاصة أنهاتقع في الطريق بين أبوظبي والعين.

## المبنى
وهي عبارة عن مبنى مستطيل الشكل يمتد من الشرق إلى الغرب بطول حوالي 20 مترا ومن الشمال إلى الجنوب بطول حوالي 10 أمتار، وتتكون من طابقين وسطح حوله سور، ويقدر ارتفاع واجهاتها بحوالي 12 مترا. ويوجد مدخلها في منتصف واجهتها الجنوبية، وضم واجهتها نوافذ عليها قضبان حديدية. كما توجد فتحة للرماية تحيط بأسوار القلعة وواجهاتها. وتعلو الواجهات شرفات مثلثة الشكل. أما الطابق الأول فهو عبارة عن ردهة على جانبها قاعتين. ويوجد في زاوية الردهة الشمالية الغربية سلم يؤدي إلى الطابق الثاني وهو قاعة وسطى على جانبيها قاعتين مستطيلتين. ويحيط بسطح المربعة سور به صفوف من الفتحات التي تستخدم لرمي البنادق.
يحيط بالمربعة فناء من الجهات الشرقية والغربية والشمالية ويحيط بالفناء سور قليل الارتفاع حوالي 2.5 متر تعلوه شرفات مثلثة. ويتوسط الضلع الجنوبي للسور بوابة مربعة طول ضلعها حوالي 4 أمتار وارتفاعها حوالي 5 أمتار بها فتحة مدخل 3×1,5 متر. وتعد مربعة العانكة من المربعات القليلة التي تشتمل على فناء وبوابة خارجية.

## الدرع العسكري والأمني
نهضت القلعة بدور هام في الدفاع عن العين، وخيرُ مثال لدورها العسكري هو النصر في معركة العانكة عام 1848م، حين تمكنت قوات أبو ظبي من هزيمة القوات الغازية في العانكة، ويرجع ذلك إلى الطبيعة القاسية لهذا المكان حيث يندر وجود المياه، إلا من بئر العانكة الذي تم إخفاؤه عند بناء القلعة لكي لا يَعرِف وسيلةَ الحصول على المياه في ذلك المكان سوى أهل العانكة.